# Naszej ery

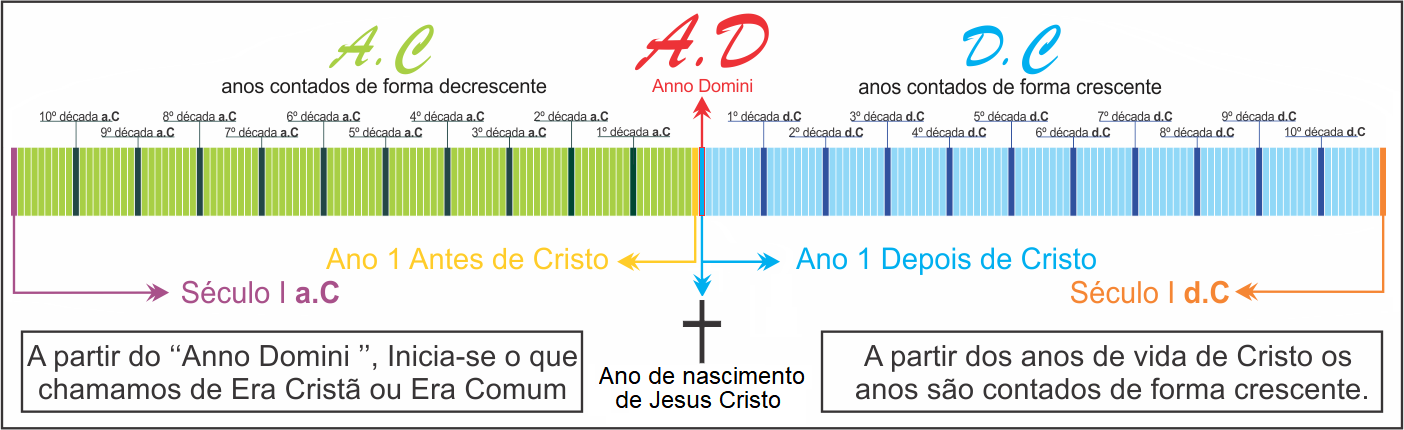
„Taśma czasu” z umownym podziałem na lata p.n.e. i n.e.

naszej ery (n.e.) – wyrażenie i skrót stosowane w języku polskim, oznaczający datę od początku ery chrześcijańskiej, której początek wiązany jest z datą narodzenia Jezusa Chrystusa wg obliczeń Dionizjusza Małego. Odpowiada łacińskiemu skrótowi AD (łac. anno Domini – „roku Pańskiego”) i angielskiemu CE (ang. Common Era – „ery powszechnej”).

## Początek ery
Przed wyznaczeniem początku ery chrześcijańskiej lata liczono od założenia Rzymu. Dopiero po prawie 500 latach od śmierci Chrystusa papież Jan I postanowił wprowadzić sposób liczenia lat od daty narodzin Jezusa.
Obliczenia wykonał w roku 525 n.e. mnich Dionizjusz Mały pochodzący ze Scytii Mniejszej, który określił datę narodzin Chrystusa na 753 rok od założenia Rzymu i pierwszy rok po narodzinach (754 od założenia Rzymu) przyjął za 1 ery chrześcijańskiej. Późniejsze badania wykazały, że pomylił się o kilka lat. Brak jest ponadto roku zerowego, dlatego rok 753 od założenia Rzymu stał się rokiem 1 p.n.e. Przyjęty przez Dionizego sposób liczenia lat stał się na tyle powszechny, że jest używany do dziś.
Współcześnie datę narodzin Chrystusa szacuje się na rok 5 p.n.e., stąd stopniowo odchodzi się od terminu „roku pańskiego” na rzecz neutralnej „naszej ery” lub „ery powszechnej”. Najstarszy znany przykład użycia wyrażenia „naszej ery” pochodzi z książki Johannesa Keplera z 1615 roku.